# Université de Lattaquié
L'université de Lattaquié (en arabe : جامعة اللاذقية Jāmiʻat al-Lādhiqīyah) est une université publique syrienne située a Lattaquié et membre de l'Union des universités de la Méditerranée.